# Passitshokka
Passitshokka är en kulle i Finland. Den ligger i Utsjoki kommun och landskapet Lappland, i den norra delen av landet, 1 000 km norr om huvudstaden Helsingfors. Toppen på Passitshokka är 361 meter över havet. Passitshokka ligger vid sjön Pasijävri. Den ingår i Paistunturit.
Terrängen runt Passitshokka är platt åt sydost, men åt nordväst är den kuperad.  Trakten runt Passitshokka är nära nog obefolkad, med mindre än två invånare per kvadratkilometer. Närmaste större samhälle är Karigasniemi, 9,2 km väster om Passitshokka. Omgivningarna runt Passitshokka är i huvudsak ett öppet busklandskap.